# Frank Zamboni

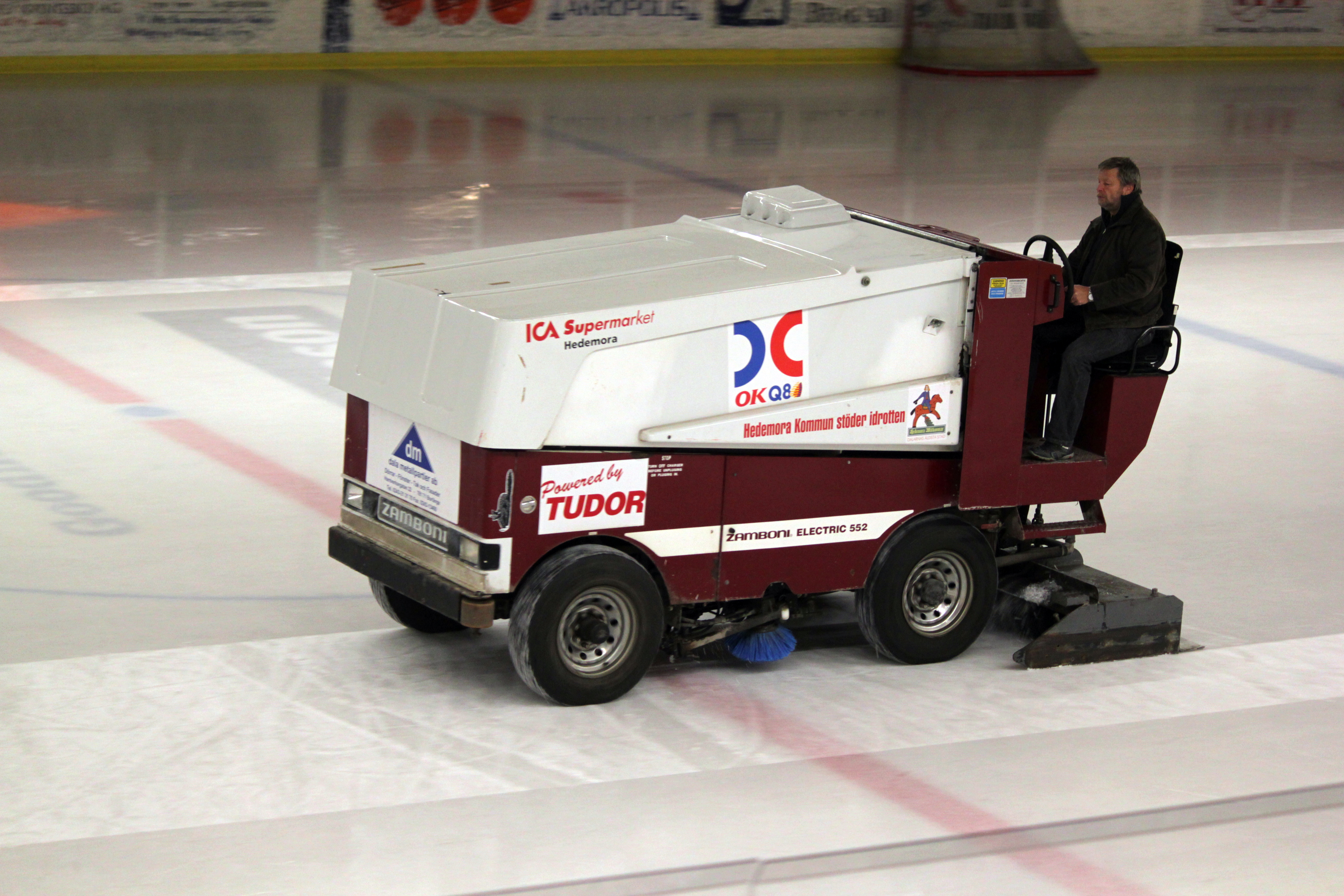
Pulidora de hielo de la empresa Frank J. Zamboni & Company

Frank Joseph Zamboni, Jr. (Eureka, Utah, 16 de enero de 1901 - 27 de julio de 1988) fue un inventor, empresario italoestadounidense.
Su invento más famoso es un vehículo de nombre la Pulidora de hielo en 1949, máquina útil para el pulido y recogimiento de escarcha en las pistas de hielo. Zamboni es el fundador de la empresa Frank J. Zamboni & Company, la cual fabrica la máquina de su invención.